# 와다 유타카
와다 유타카(일본어: 和田 豊, 1962년 9월 2일 ~ )는 일본의 전 프로 야구 선수이자 야구 지도자이다.
1985년부터 2015년까지 구단 역사상 최장 기록이 되는 31년 연속으로 한신 타이거스에 선수와 코치·감독을 역임했는데 2001년에 현역에서 은퇴한 후에는 1군·2군에서의 코치를 거쳐 2012년부터 2015년까지 한신 타이거스의 감독을 맡았다.

## 인물

### 프로 입단 전
지바현 마쓰도시 출신으로 지바 현립 아비코 고등학교 시절인 1학년 때 하계 고시엔 대회에 출전했고 고교 졸업 후 니혼 대학에 진학했다. 도토 대학 1부 리그 통산 78경기에 출전하면서 288타수 94안타, 타율 3할 2푼 6리, 4홈런, 22타점을 기록했고 베스트 나인을 두 차례 선정, 1983년 춘계 리그에서 수위타자가 되었다. 1984년 로스앤젤레스 올림픽 일본 국가대표팀 선수로 발탁돼 출전하여 팀의 금메달을 획득에 기여했다. 그 해 프로 야구 드래프트 회의에서 한신 타이거스로부터 드래프트 3순위로 지명을 받아 입단해 1984년 시즌 끝으로 은퇴한 후지타 다이라의 후계자로서 기대되는 등 후지타가 착용했던 등번호 6번이 주어졌다.

### 현역 시절
입단 1년차인 1985년에는 야마와키 고지와 교체하는 형태로 1군에 승격되었고(데뷔 첫 타석에서는 볼넷) 같은 해 신인 선수이면서도 팀의 일본 시리즈 우승 달성을 앞두고 내야수로서 활약했다. 1988년에 취임한 무라야마 미노루 감독으로부터 오노 히사시, 나카노 사토루와 함께 “소년대”(少年隊)라고 칭해져 그 해에 유격수의 주전으로 발탁되는 등 당시의 일본 기록을 경신하는 56개의 희생타를 기록했다. 다음해인 1989년에도 최다 희생타인 40개를 기록하면서 잔기술과 견실한 수비로 팀의 중심 선수가 되었다. 1988년에는 스위치 히터에도 도전했고 이듬해 1990년에는 59개의 삼진을 기록하면서 본인으로서는 최악의 기록이 되었다.
당초에는 타순이 2번으로 배치되는 경우가 많았지만 승부에 강하고 삼진이 적은 타격을 살려내 서서히 1번 타자로 맹활약하는 등 팀 성적 부진으로 침체를 겪고 있는 한신을 팀의 리더로 이끌었다. 1992년부터 3년 연속으로 골든 글러브상(2루수 부문)을 수상했고 1992년에는 입단 이후 처음이 되는 팀의 우승 경쟁에 기여하면서 베스트 나인에도 선정되었다.
예술적인 공을 가볍게 밀어치는 타법이나 몰리고 나서의 승부 힘을 주무기로 일명 ‘안타 제조기’로서 활약해 개인 통산 1739개의 안타를 기록했다. 특히 통산 안타는 1993년에 리그 최다인 161개의 안타(당시에는 정식 타이틀이 아님)를 기록하는 등 내야수로서 활약한 후지타 다이라와 요시다 요시오에 이어 한신 구단 역사상 세 번째에 해당된다. 그러나 한편으로는 극단적으로 장타가 적은 타자로 알려지면서 1991년부터 1993년까지 규정 타석을 채웠는데도 불구하고 3년 연속으로 홈런을 단 한 개도 기록하지 못했다. 1994년 5월 25일의 요미우리 자이언츠 8차전(한신 고시엔 구장)에서 기록한 2점 홈런은 1930타석 만에 나온 것이며 주자를 둔 홈런은 3673타석 만에 나온 것이었다.
1994년에 본인으로서는 최고의 성적을 남기면서 수위타자 타이틀을 놓고 타 구단 선수들과의 경쟁에도 참가했고 시즌 종료 후 재계약과 관련해서는 한신의 토박이 선수로서는 처음으로 1억 엔 선수가 되었다. 그 해의 타순에서는 전반기는 1번, 후반기는 롭 디어의 부진에 의해 3번을 맡고 있었다. 이듬해 1995년은 전년도 최종전에서 자신이 친 타구를 다리에 맞아 부상당한 것의 영향으로 심각한 부진에 시달리면서 세키카와 고이치에게 1번 타자의 자리를 양보하여 2번 타자로 뛰는 일이 많아졌다.
1996년은 개막전 선발을 7번으로 시작하였지만 5월 하순에는 1번으로 돌아오는 등 성적도 좋아졌다. 11월에 열린 미일 야구 대회에도 출전해 특히 고시엔 구장에서 열린 경기에서는 노모 히데오로부터 3루타를 때려내면서 5타점을 기록하는 맹활약을 보였다. 1997년에는 시즌 초부터 호조를 유지해 개막전부터의 연속 안타로서는 일본 기록에 해당되는 24경기 연속 안타를 때려냈다. 그러나 7월에 주니치 드래건스전에서 사구를 받아 왼손 집게 손가락과 중지 손가락에 골절상을 입는 등 9월까지 2개월 동안 전력에서 이탈했다.
1998년에는 결막염에 걸려 당분간 안경을 착용하면서 출전했다. 이듬해 1999년에는 노무라 가쓰야가 한신 감독으로 취임했을 때 “감독이 바뀌어도 우리들은 변하지 않다”라고 발언하면서 노무라 감독과의 첫 미팅할 시에 노무라 감독으로부터 “변하지 않았기 때문에 팀이 부진했다”라는 질책을 받았다.
2001년에 선수 겸 타격 코치로 발탁되었는데 선수 병행은 곤란해지면서 1988년 이후 계속되었던 개막전 선발 명단에 오르지 못했다. 개막전부터 7월까지 20차례 이상 타석에 들어섰지만 안타가 나오지 않은 때가 계속되어 첫 안타가 나온 것은 7월 11일이었다. 선수로서는 두 차례 2군으로 내려가는 경험도 했고 타격 코치로서 1군에 대동했기 때문에 연습 시간을 확보하지 못했다. 특히 원정 구장에서는 그것이 현저해서 감각이 어긋나지 않도록 일반인들이 자주 찾는 타격 연습장에 머무르는 경우도 있었다. 9월 21일에는 현역 은퇴를 표명했고 10월 1일에 은퇴 경기가 열려 그 해에는 유일하게 선발 명단에 오른 경기가 되면서 우전안타와 볼넷을 기록하여 두 차례 출루, 홈까지 밟아 끝까지 자신의 역할을 완수했다.
그 날이 마지막 경기가 된 요미우리의 나가시마 시게오 감독(같은 지바 현 출신이기도 하다)에게의 꽃다발 증정식이 있은 후 와다의 은퇴식이 치러졌다. 팬들과의 작별 인사를 했을 때 구단 관계자와 동료들에게 감사의 말을 전하면서 “ … 일본 제일의 구장에서 항상 좋은 컨디션으로 경기를 해 드린 한신 원예(한신 고시엔 구장의 그라운드나 잔디의 정비를 담당하는 한신 전기 철도의 자회사)의 관계자 여러분….” 이라고 말했다.

### 그 후
은퇴 후 2002년부터는 등번호를 86번으로 변경하면서 코치직을 계속 맡았고 뛰어난 관찰과 지도로 2003년에 리그 우승을 이끌었다. 2004년에는 2군 종합 코치를 맡았지만 다음해인 2005년에는 1군 타격 코치로 복귀하면서 팀은 2년 만에 리그 우승을 제패했다. 코치로서 치밀한 데이터 해석을 하면서 선수들의 신뢰를 얻기도 했다. 2007년부터는 히로사와 가쓰미가 타격 코치로 부임한 것에 의해 내야 수비 주루 코치가 되었고 2009년부터는 다시 1군 타격 코치로 전환되었다.
2011년 10월 28일, 마유미 아키노부 감독의 후임으로 제32대 한신 타이거스 감독으로 취임, 2012년부터 지휘를 맡게 되었는데 타 구단에서의 소속 경력이 없는 토박이 감독으로서는 1998년에 퇴임한 요시다 요시오 전 감독 이후 14년 만의 일이었다.

## 에피소드
- 2005년부터 2007년까지 한신 타이거스의 코치이자 동료였던 쇼다 고조는 와다와 똑같은 1962년생이며 1984년 로스앤젤레스 올림픽에서는 모두 2루수로서 출전했고 그 다음해인 1985년에는 프로팀으로 동시에 입단했다. 그리고 입단한 이후의 수비 위치도 시기(1992년 ~ 1998년)가 똑같이 길었고 양자의 타순이 대부분 모두 1번 혹은 2번이었다.
- 2010년 7월 도쿄 야쿠르트 스왈로스전에서 히라노 게이이치가 1루로 헤드 슬라이딩을 한 것에 대해 1루심은 아웃을 선언했는데 이 때 히라노가 심판의 판정에 불만을 품고 헬멧을 벗어 내팽개치며 퇴장 처분을 받았고 그 직후에 와다도 심판을 향해 격렬하게 항의하다가 퇴장을 당했다.

## 상세 정보

### 출신 학교
- 지바 현립 아비코 고등학교
- 니혼 대학

### 선수 경력
프로팀 경력
- 한신 타이거스(1985년 ~ 2001년)

국가 대표 경력
- 1984년 로스앤젤레스 올림픽 일본 국가대표

### 지도자 경력
- 한신 타이거스 1군 타격 코치(2001년 ~ 2003년, 2005년 ~ 2011년)
- 한신 타이거스 2군 종합 코치(2004년)
- 한신 타이거스 감독(2012년 ~ 2015년)

### 수상·타이틀 경력

#### 타이틀
- 최다 안타(당시는 타이틀이 아님) : 1회(1993년) ※1994년부터 타이틀로 제정됨

#### 수상
- 베스트 나인 : 2회(1992년, 1994년)
- 골든 글러브상 : 3회(1992년 ~ 1994년)
- 월간 MVP : 1회(1997년 4월)

#### 국제 대회
- 1984년 로스앤젤레스 올림픽 금메달

### 개인 기록

#### 첫 기록
- 첫 출장 : 1985년 7월 11일, 대 야쿠르트 스왈로스 13차전(한신 고시엔 구장), 5회말에 이토 히로미쓰의 대타로서 출장
- 첫 선발 출장 : 1985년 7월 17일, 대 히로시마 도요 카프 14차전(히로시마 시민 구장), 6번·2루수로서 선발 출장
- 첫 안타·첫 타점 : 상동, 2회초에 가와구치 가즈히사로부터 적시타
- 첫 홈런 : 1987년 8월 21일 대 주니치 드래건스 17차전(나고야 구장), 9회초에 가시마 다다시로부터 솔로 홈런

#### 기록 달성 경력
- 통산 1000안타 : 1994년 7월 26일, 대 요미우리 자이언츠 17차전(한신 고시엔 구장), 6회말에 미야모토 가즈토모로부터 우전 적시타 ※역대 178번째.
- 통산 1000경기 출장 : 1994년 10월 4일, 대 요코하마 베이스타스 26차전(요코하마 스타디움), 3번·2루수로서 선발 출장 ※역대 323번째.
- 통산 1500안타 : 1998년 5월 23일, 대 요코하마 베이스타스 7차전(한신 고시엔 구장), 4회말에 팻 머홈즈로부터 투수 내야 안타 ※역대 74번째.
- 통산 1500경기 출장 : 1999년 4월 18일, 대 야쿠르트 스왈로스 3차전(후쿠오카 돔), 2번·3루수로서 선발 출장 ※역대 125번째.
- 통산 200희생타 : 1999년 6월 1일, 대 요코하마 베이스타스 9차전(한신 고시엔 구장), 1회말에 후쿠모리 가즈오로부터 1루 앞 희생타 ※역대 19번째.

#### 기타
- 올스타전 출장 : 7회(1989년, 1992년 ~ 1996년, 1999년)
- 올스타전 통산 타율 : .433(30타수 13안타)
- 시즌 최다 희생타 일본 기록(당시) : 56희생타(1988년)
- 개막 이후 연속 경기 안타 일본 기록 : 24경기(1997년)

### 등번호
- 6(1985년 ~ 2001년)
- 86(2002년 ~ 2015년)[2]

### 연도별 타격 성적
| 연 도       | 소 속       | 경 기 | 타 석 | 타 수 | 득 점 | 안 타 | 2 루 타 | 3 루 타 | 홈 런 | 루 타 | 타 점 | 도 루 | 도 루 자 | 희 생 번 | 희 생 플 | 볼 넷 | 고 4 | 사 구 | 삼 진 | 병 살 타 | 타 율 | 출 루 율 | 장 타 율 | O P S |
| ----------- | ----------- | ----- | ----- | ----- | ----- | ----- | ------- | ------- | ----- | ----- | ----- | ----- | -------- | -------- | -------- | ----- | ---- | ----- | ----- | -------- | ----- | -------- | -------- | ----- |
| 1985년      | 한신        | 39    | 54    | 49    | 10    | 14    | 0       | 0       | 0     | 14    | 2     | 0     | 0        | 0        | 0        | 5     | 0    | 0     | 3     | 3        | .286  | .352     | .286     | .638  |
| 1986년      | 한신        | 8     | 5     | 3     | 0     | 1     | 1       | 0       | 0     | 2     | 0     | 0     | 0        | 2        | 0        | 0     | 0    | 0     | 0     | 0        | .333  | .333     | .667     | 1.000 |
| 1987년      | 한신        | 54    | 59    | 53    | 8     | 13    | 1       | 0       | 1     | 17    | 2     | 3     | 2        | 3        | 0        | 3     | 0    | 0     | 9     | 2        | .245  | .286     | .321     | .606  |
| 1988년      | 한신        | 127   | 493   | 398   | 57    | 111   | 12      | 1       | 1     | 128   | 20    | 17    | 3        | 56       | 1        | 37    | 0    | 1     | 51    | 5        | .279  | .341     | .322     | .663  |
| 1989년      | 한신        | 129   | 563   | 476   | 61    | 141   | 20      | 4       | 1     | 172   | 25    | 18    | 8        | 40       | 1        | 45    | 0    | 1     | 39    | 7        | .296  | .358     | .361     | .719  |
| 1990년      | 한신        | 126   | 569   | 496   | 72    | 151   | 16      | 4       | 8     | 199   | 36    | 17    | 9        | 12       | 3        | 54    | 6    | 4     | 59    | 8        | .304  | .375     | .401     | .776  |
| 1991년      | 한신        | 129   | 565   | 494   | 50    | 147   | 13      | 3       | 0     | 166   | 34    | 9     | 13       | 10       | 2        | 58    | 4    | 1     | 48    | 14       | .298  | .371     | .336     | .707  |
| 1992년      | 한신        | 132   | 606   | 550   | 65    | 153   | 23      | 8       | 0     | 192   | 23    | 1     | 6        | 15       | 0        | 40    | 3    | 1     | 48    | 9        | .278  | .328     | .349     | .677  |
| 1993년      | 한신        | 127   | 579   | 511   | 63    | 161   | 22      | 2       | 0     | 187   | 36    | 4     | 1        | 18       | 2        | 47    | 2    | 1     | 35    | 15       | .315  | .373     | .366     | .738  |
| 1994년      | 한신        | 130   | 601   | 519   | 76    | 165   | 13      | 3       | 2     | 190   | 43    | 8     | 7        | 11       | 3        | 65    | 3    | 3     | 40    | 6        | .318  | .395     | .366     | .761  |
| 1995년      | 한신        | 130   | 569   | 509   | 49    | 136   | 22      | 4       | 1     | 169   | 35    | 4     | 4        | 11       | 1        | 45    | 0    | 3     | 39    | 14       | .267  | .330     | .332     | .662  |
| 1996년      | 한신        | 130   | 573   | 520   | 66    | 155   | 22      | 3       | 5     | 198   | 44    | 2     | 7        | 6        | 4        | 43    | 2    | 0     | 48    | 10       | .298  | .349     | .381     | .730  |
| 1997년      | 한신        | 96    | 423   | 390   | 51    | 117   | 17      | 5       | 2     | 150   | 26    | 2     | 0        | 1        | 3        | 25    | 1    | 4     | 44    | 4        | .300  | .346     | .385     | .731  |
| 1998년      | 한신        | 130   | 495   | 438   | 39    | 119   | 15      | 1       | 4     | 148   | 32    | 1     | 4        | 10       | 1        | 45    | 0    | 1     | 39    | 10       | .272  | .340     | .338     | .678  |
| 1999년      | 한신        | 101   | 379   | 334   | 30    | 101   | 13      | 3       | 3     | 129   | 23    | 4     | 4        | 11       | 0        | 32    | 1    | 2     | 29    | 13       | .302  | .367     | .386     | .753  |
| 2000년      | 한신        | 88    | 228   | 194   | 19    | 49    | 8       | 1       | 1     | 62    | 20    | 3     | 2        | 6        | 0        | 26    | 4    | 2     | 16    | 3        | .253  | .347     | .320     | .666  |
| 2001년      | 한신        | 37    | 44    | 38    | 4     | 5     | 2       | 0       | 0     | 7     | 2     | 0     | 0        | 0        | 0        | 6     | 1    | 0     | 7     | 0        | .132  | .250     | .184     | .434  |
| 통산 : 17년 | 통산 : 17년 | 1713  | 6805  | 5972  | 720   | 1739  | 220     | 42      | 29    | 2130  | 403   | 93    | 70       | 212      | 21       | 576   | 27   | 24    | 554   | 123      | .291  | .355     | .357     | .711  |

- 굵은 글씨는 시즌 최고 성적.

### 감독으로서의 팀 성적

#### 정규 시즌
| 연도       | 소속       | 순위       | 경기 | 승리 | 패전 | 무승부 | 승률 | 승차                         | 팀 홈런                      | 팀 타율                      | 팀 평균자책점                | 연령                         |
| ---------- | ---------- | ---------- | ---- | ---- | ---- | ------ | ---- | ---------------------------- | ---------------------------- | ---------------------------- | ---------------------------- | ---------------------------- |
| 2012년     | 한신       | 5위        | 144  | 55   | 75   | 14     | .423 | 31.5                         | 58                           | .236                         | 2.65                         | 50세                         |
| 2013년     | 한신       | 2위        | 144  | 73   | 67   | 4      | .521 | 12.5                         | 82                           | .255                         | 3.07                         | 51세                         |
| 2014년     | 한신       | 2위        | 144  | 75   | 68   | 1      | .524 | 7                            | 94                           | .264                         | 3.88                         | 52세                         |
| 2015년     | 한신       | 3위        | 143  | 70   | 71   | 2      | .496 | 6                            | 78                           | .247                         | 3.47                         | 53세                         |
| 통산 : 4년 | 통산 : 4년 | 통산 : 4년 | 575  | 273  | 281  | 21     | .493 | A클래스 : 3회, B클래스 : 1회 | A클래스 : 3회, B클래스 : 1회 | A클래스 : 3회, B클래스 : 1회 | A클래스 : 3회, B클래스 : 1회 | A클래스 : 3회, B클래스 : 1회 |

#### 포스트 시즌
| 연도   | 소속 | 경기명                                        | 상대팀                                      | 성적                            |
| ------ | ---- | --------------------------------------------- | ------------------------------------------- | ------------------------------- |
| 2013년 | 한신 | 센트럴 리그 클라이맥스 시리즈 퍼스트 스테이지 | 히로시마 도요 카프(센트럴 리그 3위)         | 0승 2패 = 패전                  |
| 2014년 | 한신 | 센트럴 리그 클라이맥스 시리즈 퍼스트 스테이지 | 히로시마 도요 카프(센트럴 리그 3위)         | 1승 1무 = 파이널 스테이지 진출  |
| 2014년 | 한신 | 센트럴 리그 클라이맥스 시리즈 파이널 스테이지 | 요미우리 자이언츠(센트럴 리그 1위)          | 4승 1패 = 일본 시리즈 진출 (※1) |
| 2014년 | 한신 | 일본 시리즈                                   | 후쿠오카 소프트뱅크 호크스(퍼시픽 리그 1위) | 1승 4패 = 패전                  |
| 2015년 | 한신 | 센트럴 리그 클라이맥스 시리즈 퍼스트 스테이지 | 요미우리 자이언츠(센트럴 리그 2위)          | 1승 2패 = 패전                  |

- 성적에서의 굵은 글씨는 승리한 것을 나타냄.

※1 : 어드밴티지 1승을 포함